# Jaslowez
Jaslowez (ukrainisch Язловець; russisch Язловец, polnisch Jazłowiec) ist ein Dorf im Rajon Tschortkiw in der Oblast Ternopil im Westen der Ukraine. Jaslowez liegt südlich der Oblasthauptstadt Ternopil am Ufer des  Wilchowez (Вільховець).
Am 12. Juni 2020 wurde das Dorf ein Teil der Stadtgemeinde Butschatsch im Rajon Butschatsch; bis dahin bildete es zusammen mit den Dörfern Browari (Броварі), Nowosilka (Новосілка), Peredmistja (Передмістя) und Poschescha (Пожежа) die Landratsgemeinde Jaslowez (Язловецька сільська рада/Jaslowezka silska rada) im Osten des Rajons Butschatsch.
Am 17. Juli 2020 wurde der Ort Teil des Rajons Tschortkiw.

## Geschichte

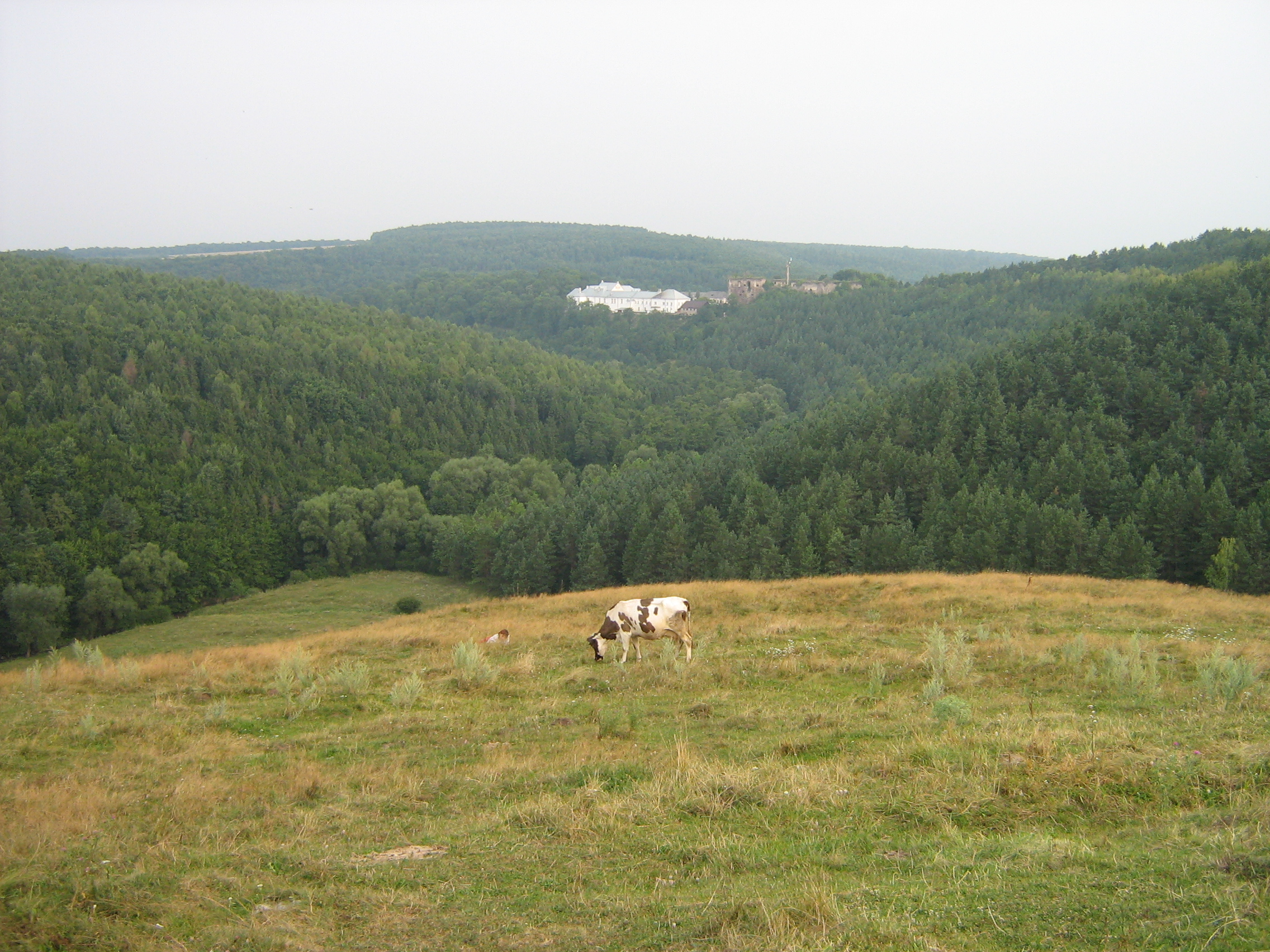
Burg Jaslowez

Die Ortschaft entstand im 14. Jahrhundert an einem wichtigen Handelsweg von Lwiw in die Moldau, die spätere Burg Jaslowez wird 1441 erwähnt. Jaslowez lag zunächst in der Woiwodschaft Podolien als Teil des Königreichs Polen (bis 1569 in der Adelsrepublik Polen). Nach der türkischen Besetzung war sie von 1672 bis 1699 unter dem Namen Yazlofça Hauptort eines Sandschaks innerhalb des Eyâlet Podolia. Vor der türkischen Besatzung wurden Armenier im Ort angesiedelt, diese begünstigten die Entwicklung des Handels und erbauten eine eigene Kirche. Bereits 1519 erhielt der Ort das Magdeburger Stadtrecht. Von 1772 bis 1918 gehörte er, wieder unter seinem polnischen Namen Jazłowiec, zum österreichischen Galizien und war von 1854 bis 1867 Sitz einer Bezirkshauptmannschaft Später wurde der Bezirk auf die Bezirke Czortków, Zaleszczyki und Buczacz aufgeteilt.
Nach dem Zusammenbruch der Donaumonarchie am Ende des Ersten Weltkriegs im November 1918 war die Stadt kurzzeitig Teil der Westukrainischen Volksrepublik. Im Polnisch-Ukrainischen Krieg besetzte Polen im Juli 1919 auch die letzten Teile der Westukrainischen Volksrepublik. Am 21. November 1919 sprach der Hohe Rat der Pariser Friedenskonferenz Ostgalizien Polen zu. Die Stadt wurde Teil der Woiwodschaft Tarnopol (Powiat Buczacz, Gmina Jazłowiec) und verlor 1934 das Stadtrecht. Im Verlauf des Zweiten Weltkriegs wurde Jaslowez zunächst von der Sowjetunion und zwischen 1941 und 1944 von Deutschland besetzt und von diesem in den Distrikt Galizien eingegliedert. Eine aus der Mitte des 17. Jahrhunderts stammende Synagoge war im Ersten Weltkrieg schwer beschädigt worden und wurde später teilweise repariert. Im Zweiten Weltkrieg wurde sie völlig zerstört.
Nach dem Ende des Krieges wurde Jaslowez der Sowjetunion zugeschlagen und kam dort zur Ukrainischen SSR. Seit dem Zerfall der Sowjetunion 1991 ist die Ortschaft ein Teil der unabhängigen Ukraine.

## Architektur
- Sankt-Nikolaus-Kirche

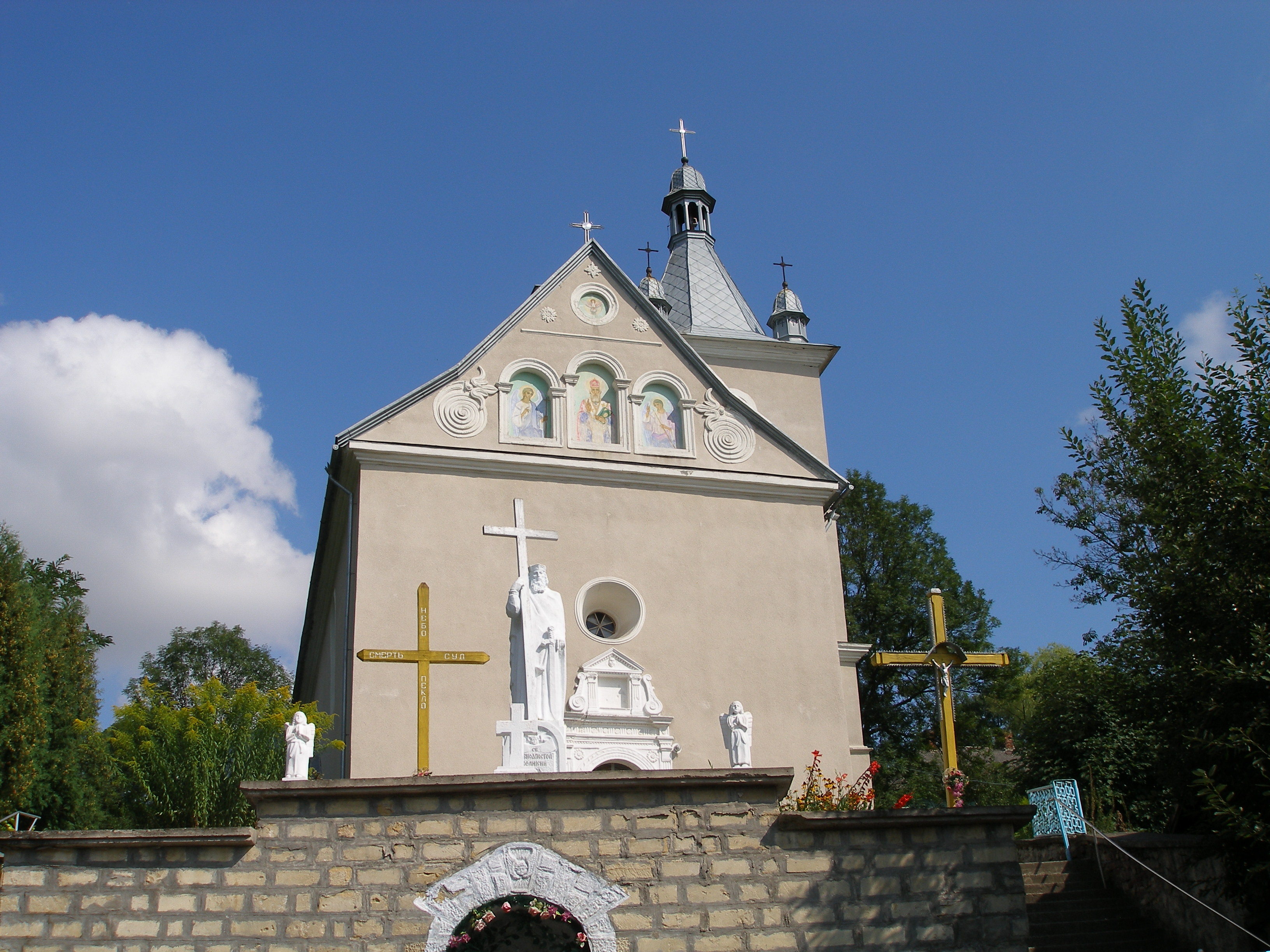
Sankt-Nikolaus-Kirche in Jaslowez

- Römisch-katholische Kirche Mariä Aufnahme in den Himmel (1590)
- Burg Jaslowez
- Schloss Jaslowez

## Söhne und Töchter der Gemeinde
- Roman Wilhuschynskyj, ukrainischer Bildhauer[7]
- Teofil Wiśniowski (1806–1847), polnischer Aufständischer
- Karl Witkowski (1860–1910), polnisch-US-amerikanischer Porträt- und Genremaler
- William Ebenstein (1910–1976), deutschamerikanischer Jurist und Politikwissenschaftler